# انویل-ون-سر
انویل-ون-سر (به فرانسوی: Anneville-en-Saire) یک کمون در فرانسه است که در canton of Quettehou واقع شده‌است. انویل-ون-سر ۶ کیلومتر مربع مساحت دارد ۱۰ متر بالاتر از سطح دریا واقع شده‌است.